# Walisische Badmintonmeisterschaft 1999
Die Walisische Badmintonmeisterschaft 1999 fand in Brecon in Wales statt. Es war die 47. Austragung der nationalen Titelkämpfe im Badminton in Wales.

## Titelträger
| Disziplin    | Sieger                       |
| ------------ | ---------------------------- |
| Herreneinzel | Richard Vaughan              |
| Dameneinzel  | Kelly Morgan                 |
| Herrendoppel | Chris Rees Neil Cottrill     |
| Damendoppel  | Kelly Morgan Rachele Edwards |
| Mixed        | Richard Vaughan Kelly Morgan |